# Konrad Breitenbach
Konrad Breitenbach (* 22. November 1883 in Großenlüder; † 13. September 1960 in Fulda) war Abgeordneter des Provinziallandtages der Provinz Hessen-Nassau.

## Leben
Konrad Breitenbach war der Sohn des Johann Baptist Breitenbach und dessen Gemahlin Ottilia Kreß. Nach seiner Schul- und Berufsausbildung betrieb er eine Landwirtschaft und war nebenbei als Rechner bei der Darlehenskasse in seinem Heimatort tätig. 1921 wurde er zum Abgeordneten des Kurhessischen Kommunallandtages des Regierungsbezirks Kassel gewählt. Aus seiner Mitte wählte ihn das Parlament zum Abgeordneten des Provinziallandtages der Provinz Hessen-Nassau. Hier war er als Vertreter der Zentrumspartei in verschiedenen Ausschüssen tätig. Er blieb bis zum Jahre 1925 in seinen Ämtern. Über seinen weiteren Lebensweg gibt die Quellenlage keinen Aufschluss.